# Guagua
Guagua is een gemeente in de Filipijnse provincie Pampanga op het eiland Luzon. Bij de laatste census in 2007 had de gemeente ruim 104 duizend inwoners.

## Geografie

### Bestuurlijke indeling
Guagua is onderverdeeld in de volgende 31 barangays:
| - Ascomo - Bancal - Jose Abad Santos - Lambac - Magsaysay - Maquiapo - Natividad - Plaza Burgos - Pulungmasle - Rizal - San Agustin | - San Antonio - San Isidro - San Jose - San Juan - San Juan Bautista - San Juan Nepomuceno - San Matias - San Miguel - San Nicolas 1st - San Nicolas 2nd | - San Pablo - San Pedro - San Rafael - San Roque - San Vicente - Santa Filomena - Santa Ines - Santa Ursula - Santo Cristo - Santo Niño |

## Demografie
Guagua had bij de census van 2007 een inwoneraantal van 104.284 mensen. Dit zijn 6.652 mensen (6,8%) meer dan bij de vorige census van 2000. De gemiddelde jaarlijkse groei komt daarmee uit op 0,91%, hetgeen lager is dan het landelijk jaarlijks gemiddelde over deze periode (2,04%). Vergeleken met de census van 1995 is het aantal mensen met 8.921 (9,4%) toegenomen.

De bevolkingsdichtheid van Guagua was ten tijde van de laatste census, met 104.284 inwoners op 31,19 km², 3057,5 mensen per km².

## Geboren in Guagua
- Rufino Santos (26 augustus 1908), kardinaal en aartsbisschop van Manilla (overleden 1973)
- Ricardo Puno sr. (4 januari 1923), advocaat, rechter, minister en parlementslid (overleden 25 juli 2018)